# Відкритий код розташування

Логотип

Відкритий код розташування (OLC) — геокод, заснований на системі розмічення території Землі для пошуків будь-якої місцевости  за буквенно-цифровим виразом у формі: AA BB CC DD + EE FGH. Перші два символи позначають певні географічні координати. Наступні пари знаків звужують пошуки у сітці, в 20 разів меншій всередині попередньої. Код всього з 10 символів позначає плошу кількох метрів. Розроблений компанією Google. Впроваджений у дію наприкінці жовтня 2014-го. Коди розташування, створені системою OLC, ще називають «плюс-кодами» через символ «+», який вставляється після восьми цифр, щоб розділити код на дві частини та відрізнити коди від поштових індексів. Кодування території відбувається способом, яким простіше користуватися, ніж надавати координати широти та довготи. Плюс-коди призначені для використання як поштові адреси і можуть використовуватися там, де немає системи назв вулиць, номерів будинків чи поштових індексів. Десятизначні плюс-коди, які пов'язані із координатами широти та довготи, наприклад: 849VCWC8+R9, можуть бути скорочені лише до чотирьох або шести цифр у поєднанні з місцевістю (CWC8+R9, Маунтін-В'ю).  Їх можна кодувати або декодувати без доступу до інтернету. Плюс-коди можна передати телефоном . З серпня 2015 року Google Maps підтримує плюс-коди у своїй пошуковій системі .

## Опис

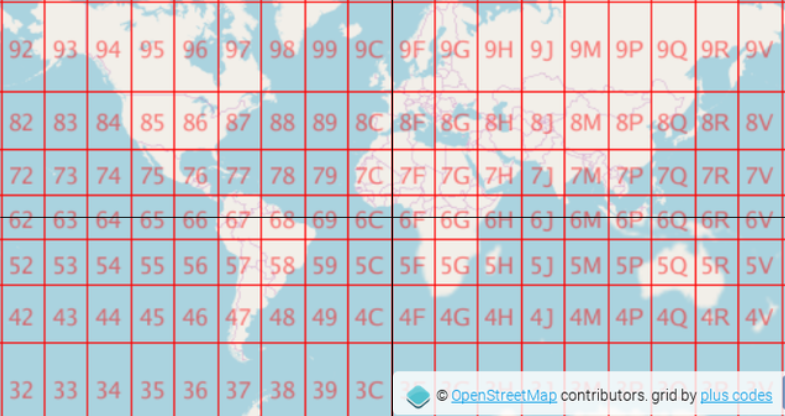
Квадрати OLC

Розмір кожного квадрата залежить від місця на земній кулі, оскільки ширина зменшується з віддаленням від екватора. Система Open Location Code  базується на широтах і довготах у координатах WGS84. Кожен код описує територію, обмежену двома паралелями та двома меридіанами. У таблиці показані різні розміри квадратів у їхньому максимумі біля екватора. Ширина квадрата зменшується з віддаленням від екватора. Додавання двох додаткових цифр до коду зменшує регіон до 1/20 градуса на 1/20 градуса в межах попереднього, кожна пара цифр зменшує площу до 1/400 попередньої площі.
| Коди    | 2       | 4      | 6          | 8            | + | 10                | 11    |
| Розмір  | 20°     | 1°     | 0.05° (3′) | 0.0025° (9″) |   | 0.000125° (0.45″) |       |
| Сторони | 2200 км | 110 км | 5.5 км     | 275 м        |   | 14 м              | 3.5 м |

Кодування виражене двадцятизначною основою. 
| 20-значна основа | 0 | 1 | 2 | 3 | 4 | 5 | 6 | 7 | 8 | 9 | 10 | 11 | 12 | 13 | 14 | 15 | 16 | 17 | 18 | 19 |
| Символи кодів    | 2 | 3 | 4 | 5 | 6 | 7 | 8 | 9 | C | F | G  | H  | J  | M  | P  | Q  | R  | V  | W  | X  |

Код складається з п’яти пар цифр, кожна з яких позначає широту і довготу. Після 10 цифр квадрати кодуються однією цифрою таким чином:
|          | Довгота → | Довгота → | Довгота → | Довгота → |
| -------- | --------- | --------- | --------- | --------- |
| Широта → | R         | V         | W         | X         |
| Широта → | J         | M         | P         | Q         |
| Широта → | C         | F         | G         | H         |
| Широта → | 6         | 7         | 8         | 9         |
| Широта → | 2         | 3         | 4         | 5         |

## Приклад
Збільшення масштабу Мерліона (1°17′12″ пн. ш. 103°51′16″ сх. д. / 1.286785° пн. ш. 103.854503° сх. д.) у Сінгапурі. Він розташований у квадраті близько екватора, обмеженого -10° півдня та +10° півночі та між 100° та 120° східної широти. Має зміщення на 80° від Південного полюса і 280° від антимеридіана, або 4 і 14 як перші базові 20 цифри, кодовані як "6" і "P". Таким чином, код «6P», 6P000000+. Уточнення до підквадрата між 1° і 2° пн.ш. і 103° і 104° сх.д. Це додасть 11° і 3° до південно-західного кута. Отже, доданими кодами координат з основою 20 є "H" і "5". Результат додається до 6PH50000+ .
Після чотирьох подальших уточнень один вказує на парк Merlion як 6PH57VP3+PR .
Наступний крок вимагає від нас розділити використаний квадрат, уточнити позицію на сітку 4 на 5 і знайти клітинку, на яку вказують координати. Це комірка з назвою «6». Таким чином, отриманий відкритий код розташування: 6PH57VP3+PR6.
Пошуки території в Україні починатимуться: 8G000000+, 9G000000+...

## Використання та скорочення
Зазвичай у коді пропускають перші 4 символи та додають приблизне місцезнаходження, наприклад місто, область чи країну. Тоді наведений вище приклад: 7VP3+PR6 Сінгапур. Це підтримується програмою Google Maps і веб-сайтом https://plus.codes, а також сторонніми програмами. Ці короткі форми плюс-кодів можна використовувати замість номера будинку.
Скорочені коди більше не можна однозначно кодувати або декодувати офлайн без контексту. Специфікація не покладається на будь-яку конкретну базу даних назв місць розташування з контекстними посиланнями та їх точне розташування. Але програмне забезпечення вимагає доступу до деякої іншої інформації, яка явно звужує можливості до приблизно 40 км від зазначеного місця. Це можна зробити, наприклад, за допомогою названого місця, яке можна якимось чином зіставити з геолокацією поблизу .

### Як використовувати плюс-коди в Google Maps
На телефоні треба перейти до програми Google Maps. Якщо програма Google Maps не встановлена на пристрої, можна відкрити веб-версію Google Maps. Знайти потрібне місце в рядку пошуку. Натисніть і утримуйте екран у цьому місці, код скине позначку в цьому місці.
У нижній частині панелі є «Dropped Pin», торкніться її. Прокрутіть вниз, і ви знайдете плюс-код цього місця. Торкніться плюс-коду, щоб скопіювати його в буфер обміну. Тепер ви можете використовувати цей плюс-код для пошуку потрібного місця.
На комп'ютері перейдіть до Google Maps, клацніть місце, плюс-код якого вам потрібен. Внизу ви побачите координати, натисніть на них.
Перед вами з’явиться панель, прокрутіть вниз, і ви побачите плюс-код цього місця. Якщо ви бажаєте скопіювати плюс-код, просто натисніть на нього, і він буде скопійований у буфер обміну.

### Як знайти місцезнаходження за допомогою плюс-кодів
Відкрийте Google Maps (процес однаковий для телефону, ПК або Mac).
Торкніться поля пошуку та введіть (або вставте) плюс-код, і Google Maps відобразить перед вами точне та детальне місце розташування за цим кодом .